# 罗伯托·菲尔米诺
罗伯托·菲尔米诺·巴博薩·德·奧利維拉（葡萄牙語：Roberto Firmino Barbosa de Oliveira，1991年10月2日—）通常称为罗伯托·菲尔米诺，為一名巴西職業足球員，在场上司职进攻中场或前鋒。現效力卡塔爾星級足球聯賽俱樂部薩德。他曾是巴西國家足球隊隊員。

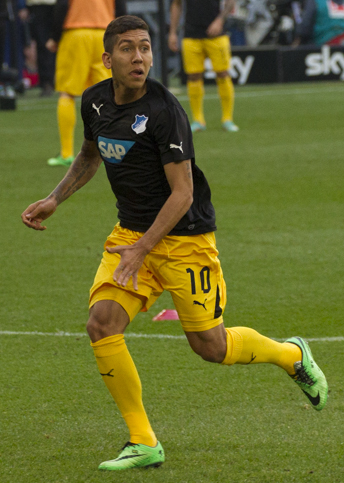
2014年，法明奴正代表賀芬咸上陣。

## 球會生涯

### 費古倫斯足球會
菲尔米诺是在巴西东北城市马塞约的巴西雷加塔斯足球俱乐部开始其足球生涯。他于2008年转会至位于巴西南部的費古倫斯足球會，并于2009年10月首次代表该俱乐部的二队参加巴西足球乙级联赛他在對邦迪比達的賽事首次踢職業賽，在46分鐘後備入替。在他19岁时，由企业家爱德华多·乌拉姆（Eduardo Uram）所持有的通本塞足球俱乐部购入了菲尔米诺5%的所有权。

### 賀芬咸
2010年12月，法明奴與德国足球甲级联赛球队賀芬咸簽訂合約，但直至2011年1月1日才正式加盟，双方签署了一份期至2015年的合同。賀芬咸領隊表示很高興得到一個巴西天才球員加盟。2011年2月26日，菲尔米诺完成了自己的德甲联赛首秀，在霍芬海姆主场以1比2不敌美因茨的比赛中（第24轮），他于第75分钟替换魯迪登场。其于德甲联赛的首球则是在2011年4月16日（第30轮）射入，并帮助球队主场以1比0战胜法兰克福。2011年11月尾，由於在出席訓練時遲到，他和隊友奥巴西同被丟出一隊，令他們缺席對勒沃库森的聯賽。在此球季他先後在對沃尔夫斯堡和门兴格拉德巴赫的比賽中再取得共兩個入球。
2012/13球季，他共代表球隊上陣36場，並射入7球。球隊隊長贝克指法明奴的發展非常突出。從2013/14赛季起，菲尔米诺的球衣号码由22号更换为10号。同时他也在该赛季中取得16个入球及12次助攻，分别位列射手榜第4及助攻榜第2。2014年3月27日，菲尔米诺与霍芬海姆續約三年，新合約至2017年才完結。2014/15球季，費明奴繼續成為球隊重心，他幾乎沒有缺席過賀芬咸的任何一場比賽。但是，他的數據比起上季稍為遜色，在各項賽事上陣35場，攻入9球以及交出11個助攻，兩項數字皆較上季減少。

### 利物浦
2015年6月24日，利物浦宣佈簽入法明奴，轉會費為2900萬英鎊。在2015-2016賽季，法明奴為利物浦在各項賽事上陣49場，取得11個入球，並交出9個助攻。
2016年，法明奴在領隊高普的手下扮演了偽9號的角色。在此角色下他在那個月對阿森纳和诺里奇城的比賽中都取得入球， 其中對诺里奇城時，他還協助了球隊以5-4勝出。隨著他在陣式上的改變，法明奴在2017年一月份被選為利物浦本月的最佳球員。法明奴在本賽季結束有12個進球。
在2017-18賽季開始之前，法明奴在沙拿加盟後，球衣號碼由11號轉為9號。2017-18賽季法明奴表現出色，各項賽事上陣54場，取得27個入球，並交出16個助攻。
2018年12月29日，費明奴在對阿仙奴的比賽中大演帽子戲法，助利物浦大勝對手5-1。由於沙拿、文尼和法明奴的精彩表現，球迷合稱他們為「埃及文明」，他們於2018-19賽季共為球隊貢獻69入球、18助攻。

#### 2019-20賽季

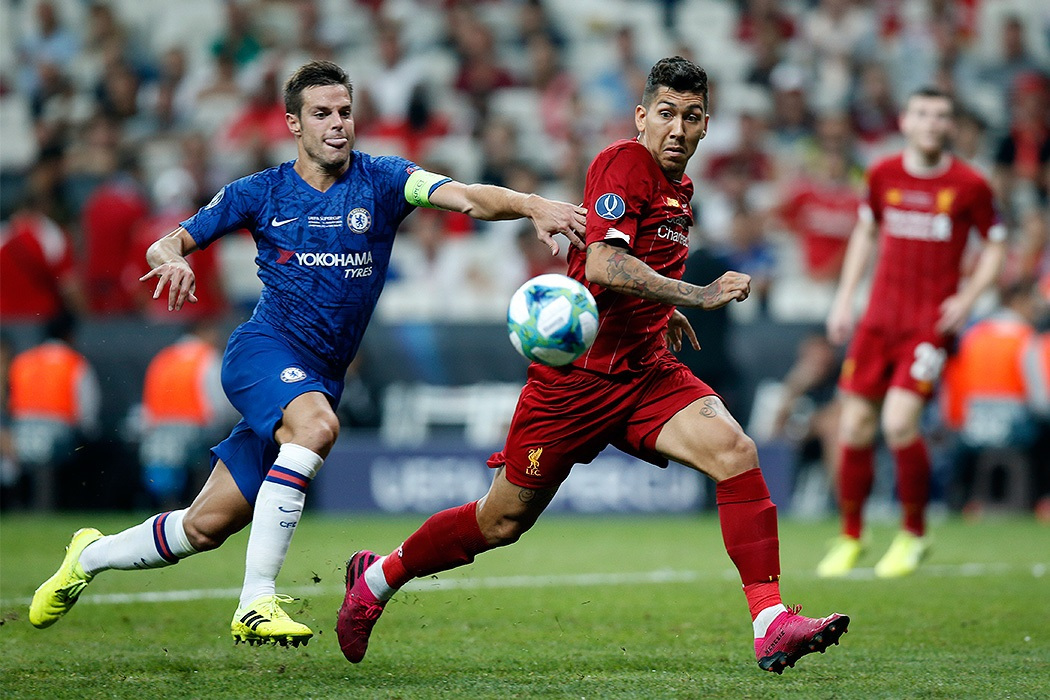
菲尔米诺於2019年歐洲超級盃對陣車路士

2019年8月14日，菲尔米诺於2019年歐洲超級盃對陣車路士後備上陣為萨迪奥·马内交出兩個助攻，幫助球隊以2-2賽和車路士，並在十二碼大戰中射入首球，幫助球隊以5-4擊敗對手。 2019年8月31日，他在利物浦3-0勝般尼的比賽中射入第三球，成為第一位於英超射入50球的巴西球員。 2019年11月23日，利物浦作客對陣水晶宮，雖然水晶宮在82分鐘追平，但他在85分鐘為球隊射入致勝的一球。
2019年世界冠軍球會盃，菲尔米诺於準決賽對陣蒙特里足球會的比賽中射入奠定勝局的一球，三天後又於決賽中對法林明高射入全場唯一入球，帶領利物浦首奪世冠盃。他亦當選全場最佳球員。
2020年2月2日，他交出助攻帽子戲法，助利物浦以4-0擊敗修咸頓。

#### 2021-2022賽季
2021年10月16日，菲尔米诺在對陣屈福特時，再次獻上帽子戲法。

### 吉達艾阿里
2023年7月4日，菲爾米諾加盟沙特职业足球联赛俱樂部吉達艾阿里，合約至2026年。2023年8月11日，菲爾米諾在代表吉達艾阿里的第一場比賽中上演帽子戲法。
2025年5月3日，菲尔米诺成為吉達艾阿里俱樂部歷史上首次贏得亞足聯冠軍精英聯賽的一員。

## 國家隊
法明奴稱他的夢想是效力國家隊，但他未曾與國家隊領隊邓加有任何接觸。2014年10月23日，法明奴首次獲得巴西國家隊徵召，進入對土耳其和奧地利的友誼賽大軍名單。他對此表示：「很高興能入選，我衷心感謝球隊。」11月12日對土耳其的賽事，他在比賽剩餘17分鐘時入替同樣處子登場的阿德里亚诺，結果這場比賽以大勝4:0完結。2014年11月18日，法明奴在作客對奧地利的友賽取得首個國家隊入球，助球隊以2:1取勝。

## 比賽風格
菲尔米诺球商高、無球跑動能力、閱讀球賽能力、整體意識、支點的能力及偽9號的能力均很強，也有足夠的協防意識，經常能在前場搶回控球權並發動反擊，是少數具有策應能力又不貪功的前鋒。他又會經常回到中場，為隊友拉開對手和突破。他射門的時候間中會不看球(no look goal)。

## 荣誉

### 球會
利物浦
- 英格蘭超級足球聯賽冠军：2019-20
- 英格蘭聯賽盃冠军：2021-22
- 英格蘭足總盃冠軍：2021-22
- 英格兰社区盾冠军：2022
- 歐洲聯賽冠軍盃冠軍 : 2018-19
- 歐洲超級盃冠军：2019
- 国际足联俱乐部世界杯冠军：2019[28]

吉達艾阿里
- 亞足聯冠軍精英聯賽冠軍：2024–25

### 國家隊
巴西
- 美洲國家盃冠軍 : 2019

## 軼聞
菲尔米诺在足球員身份以外，也是一名虔誠基督徒，在家鄉馬塞約建立教會，熱衷於福音佈道工作，更被按立成為牧師。